# Rappin' 4-Tay
Rappin' 4-Tay, de son vrai nom Anthony H. Fort, parfois adapté en Anthony Forté, né le 2 mars 1968 à San Francisco, en Californie, est un rappeur américain.

## Biographie
Après ses études au lycée, 4-Tay fait ses débuts sur l'album de Too Short, Life Is...Too Short. Il est ensuite appréhendé pour prise illégale de drogues et condamné à dix mois de prison. À sa sortie de prison, il publie son premier album Rappin' 4-Tay Is Back en 1991, puis son deuxième album Don't Fight the Feelin' le 13 septembre 1994, qui contient les singles à succès Playaz Club (qui reprend la chanson Private Number de William Bell et Judy Clay et atteint la 36e place du Billboard Hot 100), Dank Season en featuring Seff Tha Gaffla, et I'll Be Around (39e du Billboard Hot 100 et premier en Nouvelle-Zélande). Don't Fight the Feelin' atteint la 174e place du Billboard 200.
En 1995, deux chansons de Rappin' 4-Tay - Problems et A Message for Your Mind - sont incluses dans la bande-son de Dangerous Minds. A Message For Your Mind reprend I Want You Back des Jackson 5.
Il participe ensuite à l'album All Eyes on Me de 2Pac, plus précisément sur la chanson Only God Can Judge Me en 1996, et sur la compilation West Coasr Bad Boyz II de Master P en 1997. 4-Tay est également membre du supergroupe T.W.D.Y. en 1999.
En 2003, Rappin' 4-Tay publie l'album Gangsta Gumbo qui contient le single Burning, Burning, suivi par l'album That's What You Thought en 2007. En 2012, Rappin' 4-Tay collabore sur la chanson Picture a Nigga avec Lil' Gang$ta, artiste qu'il a également aidé pour son premier album.

## Discographie
- 1991 : Rappin' 4-Tay is Back
- 1994 : Don't Fight the Feelin'
- 1996 : Off Parole
- 1997 : 4 tha Hard Way
- 1998 : Bigga Than da Game
- 1999 : Derty Werk
- 1999 : Introduction to Mackin
- 2003 : Gangsta Gumbo
- 2007 : That's What You Thought
- 2011 : Still Standing
- 2011 : Where Is The Love?